# Garlin
Garlin é uma comuna francesa na região administrativa da Nova Aquitânia, no departamento dos Pirenéus Atlânticos. Estende-se por uma área de 18,24 km². Em 2010 a comuna tinha 1 394 habitantes (densidade: 76,4 hab./km²).